# Niwy (województwo lubuskie)
Niwy – osada w Polsce, położona w województwie lubuskim, w powiecie strzelecko-drezdeneckim, w gminie Dobiegniew.
W latach 1975–1998 miejscowość należała administracyjnie do województwa gorzowskiego.